# Lijst van rijksmonumenten in Haaren (gemeente)
De voormalige gemeente Haaren telde 67 inschrijvingen in het rijksmonumentenregister. Hieronder een overzicht. 

## Esch
De plaats Esch telt 9 inschrijvingen in het rijksmonumentenregister. Zie Lijst van rijksmonumenten in Esch voor een overzicht.

## Haaren
De plaats Haaren telt 30 inschrijvingen in het rijksmonumentenregister. Zie Lijst van rijksmonumenten in Haaren (plaats) voor een overzicht.

## Helvoirt
De plaats Helvoirt telt 28 inschrijvingen in het rijksmonumentenregister. Zie Lijst van rijksmonumenten in Helvoirt voor een overzicht.